# Саво Шкобић
Саво Шкобић (Травник,1949. – Вишеград, 2019.) био је босанскохерцеговачки писац, режисер и пјесник, познат по свом богатом доприносу дјечијем позоришту и књижевности.

## Биографија
Саво Шкобић је рођен  1949. године. Током своје каријере, значајно је допринио развоју културне сцене у Босни и Херцеговини, посебно у градовима Вишеград и Нови Травник, водећи аматерску драмску радионицу «Талија». У Вишеграду је провео 15 година и седам мјесеци радећи у Дому културе, гдје је режирао 50 представа, од којих је 22 написао сам. Његов рад укључује 144 изведене представе у Вишеграду, 51 гостујућу представу, организацију 10 драмских фестивала и освајање девет фестивалских награда. У његовим представама учествовало је 162 глумца који су изнијели 469 улога.
Прије рата, у Новом Травнику  режирао је 25 представа, од којих је за шест написао и текст.

## Kњижевни рад
Саво Шкобић је аутор 12 књига, укључујући:
Три збирке позоришних представа за дјецу, једну збирку комедија за одрасле, два романа (по један за дјецу и за одрасле), двије збирке пјесама за дјецу, четири збирке љубавне поезије, Најизвођеније представе према Шкобићевом тексту су Свастике, Машта може свашта, Море у лавору, Сањалица и др.

## Позоришни рад
Његове представе су извођене широм бивше Југославије, са укупно 124 премијере. Једна од његових представа,"Нестварна стварност", добила је награду за оригиналну идеју на 16. Фестивалу дјечијег театра БиХ.